# Judo na Igrzyskach Małych Państw Europy 2011
Judo na Igrzyskach Małych Państw Europy 2011 zostało rozegrane w dniach 31 maja - 2 czerwca w kompleksie sportowym Schulsportzentrum Unterland w Eschen. Tabelę medalową zawodów zdominowali judocy reprezentujący Luksemburg, którzy wygrali 8 z 13 konkurencji. 

## Medaliści

### Mężczyźni
| Kat. wagowa              |                        |                    |                       |
| ------------------------ | ---------------------- | ------------------ | --------------------- |
| Waga ekstralekka (60 kg) | Yann Siccardi          | Brent Law          | Yves Monn             |
| Waga półlekka (66 kg)    | Andreas Krasas         | Jeremy Saywell     | Cedric Bessi          |
| Waga półlekka (66 kg)    | Andreas Krasas         | Jeremy Saywell     | Massimiliano Urbinati |
| Waga lekka (73 kg)       | Yoann Suau             | Alekos Lazarou     | Emanuel Moser         |
| Wada półśrednia (81 kg)  | Denis Barboni          | Hermann Unnarsson  | Luca Bonfini          |
| Wada półśrednia (81 kg)  | Denis Barboni          | Hermann Unnarsson  | Andreas Trikomitis    |
| Waga średnia (90 kg)     | Denis Leider           | Mirko Kaiser       | David Berardi         |
| Waga średnia (90 kg)     | Denis Leider           | Mirko Kaiser       | Aleksandar Manev      |
| Waga półciężka (100 kg)  | Georges Simon          | Thorvaldur Blondal | Franck Vatan          |
| Waga ciężka (+100 kg)    | Thormodur Arni Jonsson | Francois Laudrin   | Micah Dahlem          |

### Kobiety
| Kat. wagowa             |                   |                    |                    |
| ----------------------- | ----------------- | ------------------ | ------------------ |
| Waga półlekka (52 kg)   | Marie Muller      | Yamina Allag       | Pinelopi Stavrinou |
| Waga lekka (57 kg)      | Manon Durbach     | Sophia Allag       | Joanna Camilleri   |
| Waga półśrednia (63 kg) | Anne-Laure Bonnet | Laura Salles Lopez | Charlotte Arendt   |
| Waga średnia (70 kg)    | Lynn Mossong      | Anna Víkingsdóttir | Anja Kaiser        |

### Drużynowo
| Drużyna   |                                                          |                                                               |                                                               |
| --------- | -------------------------------------------------------- | ------------------------------------------------------------- | ------------------------------------------------------------- |
| Mężczyźni | Luksemburg · Bob Schmitt · Denis Leider · Georges Simon  | Islandia · Hermann Unnarsson · Thorvaldur Blondal             | Cypr · Andreas Krasas · Andreas Trikomitis · Aleksandar Manev |
| Mężczyźni | Luksemburg · Bob Schmitt · Denis Leider · Georges Simon  | Islandia · Hermann Unnarsson · Thorvaldur Blondal             | Monako · Habib Alouache · Yoann Suau · Thierry Vatrican       |
| Kobiety   | Luksemburg · Marie Muller · Manon Durbach · Lynn Mossong | Monako · Yamina Allag · Anna Laure Bonnet · Melanie Fanciulli | Cypr                                                          |
| Kobiety   | Luksemburg · Marie Muller · Manon Durbach · Lynn Mossong | Monako · Yamina Allag · Anna Laure Bonnet · Melanie Fanciulli | Andora · Alda Babi · Laura Salles Lopez                       |

## Tabela medalowa
| Poz.    | Państwo       |    |    |    | Łącznie |
| ------- | ------------- | -- | -- | -- | ------- |
| 1       | Luksemburg    | 8  | 0  | 2  | 10      |
| 2       | Monako        | 3  | 4  | 4  | 11      |
| 3       | Islandia      | 1  | 4  | 0  | 5       |
| 4       | Cypr          | 1  | 1  | 5  | 7       |
| 5       | Malta         | 0  | 2  | 1  | 3       |
| 6       | Liechtenstein | 0  | 1  | 3  | 4       |
| 7       | San Marino    | 0  | 0  | 2  | 2       |
| 8       | Andora        | 0  | 1  | 1  | 2       |
| Łącznie | Łącznie       | 13 | 13 | 18 | 44      |